# میدان نفتی قارامای

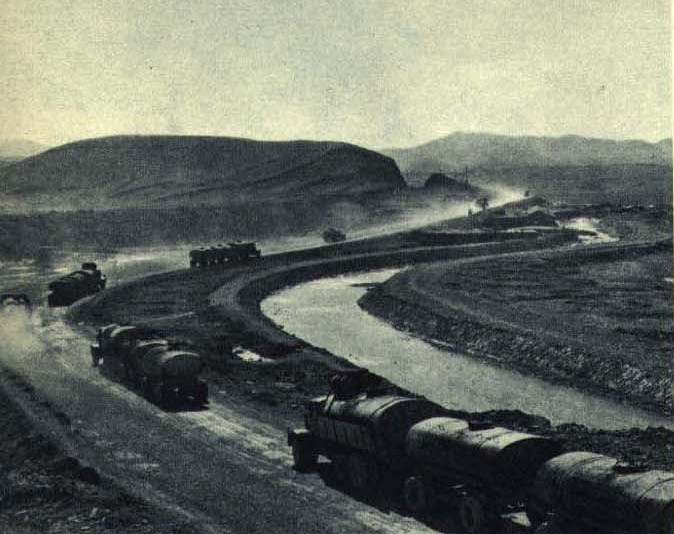
میدان نفتی قارامای (انگلیسی: Karamay oil field) از میادین نفتی چین است، که در منطقه خودمختار سین‌کیانگ قرار دارد. میدان قارامای در سال ۱۹۵۵ کشف شد و بهره‌برداری از آن در همان سال آغاز گردید.

میدان نفتی قارامای (انگلیسی: Karamay oil field) از میادین نفتی چین است، که در منطقه خودمختار سین‌کیانگ قرار دارد. میدان قارامای در سال ۱۹۵۵ کشف شد و بهره‌برداری از آن در همان سال آغاز گردید. این میدان هم‌اکنون با تولید ٢٩۰ هزار بشکه نفت خام در روز، پس از میدان نفتی داکینگ، میدان نفتی شنگلی و میدان نفتی لیائوهی، چهارمین میدان بزرگ نفتی چین بشمار می‌آید. میدان قارامای از میادین تحت مدیریت شرکت ملی نفت چین می‌باشد.